# Territorio del Colorado
Il Territorio del Colorado è stato un territorio organizzato incorporato degli Stati Uniti d'America, esistito dal 28 febbraio 1861 (al termine della presidenza di James Buchanan) fino al 1º agosto 1876 (nel corso della presidenza di Ulysses S. Grant), quando fu incorporato nell'Unione come Stato del Colorado.

## Storia
L'area occupata dal Territorio del Colorado, ottenuta dagli Stati Uniti per la metà orientale con l'acquisto della Louisiana del 1803 e per la metà occidentale con il trattato di Guadalupe Hidalgo del 1848, fu inizialmente spartita tra il Territorio del Kansas e il Territorio dello Utah, con alcune porzioni più piccole assegnate al Territorio del Nebraska a nord e al Territorio del Nuovo Messico a sud; l'area si trovava proprio a cavallo dello spartiacque continentale delle Americhe, alle pendici orientali delle Montagne Rocciose. La regione era inizialmente abitata solo da tribù di nativi americani, in particolare tribù Ute nella zona occidentale, Anasazi e Comanche in quella meridionale e Cheyenne e Arapaho in quella orientale.

Il Colorado nel 1860, prima della sua costituzione come Territorio

La penetrazione dei coloni bianchi iniziò dopo il Kansas-Nebraska Act del 1854 che aprì all'insediamento di privati la valle del fiume South Platte, ma subì una notevole impennata nel 1858 quando si scatenò la cosiddetta "corsa all'oro del Pike's Peak": la scoperta di vasti giacimenti auriferi nelle Montagne Rocciose nei pressi del monte Pike's Peak spinse quasi 100.000 cercatori nella regione orientale del futuro Territorio; i minatori iniziarono ben presto a costruire villaggi e insediamenti stabili, fondando il primo nucleo della città di Denver nel novembre del 1858. I coloni iniziarono subito ad avanzare richieste perché la regione, ancora relativamente isolata e scarsamente amministrata dalle autorità dello Utah e del Kansas, si costituisse come territorio autonomo, e il 24 ottobre 1859 un'assemblea di rappresentati locali proclamò l'istituzione del "Territorio di Jefferson", entità che tuttavia non fu formalmente riconosciuta dal governo statunitense.
La situazione legale del territorio venne chiarita solo nel 1861, quando il 16 febbraio il Congresso degli Stati Uniti approvò una legge, poi controfirmata dal presidente James Buchanan, per istituire un "Territorio del Colorado" sulla zona prima compresa nel Territorio di Jefferson; il primo governatore, William Gilpin si insediò a Denver il 29 maggio, mentre la locale Corte suprema fu istituita nel luglio seguente. L'assemblea legislativa del Colorado si riunì per la prima volta in settembre, stabilendo la divisione del territorio in 17 contee e proclamando la città di Colorado City come capitale statale (poi spostata a Denver nel 1869); la popolazione totale al momento della costituzione del Territorio ammontava a 25.371 persone.
Nel corso della guerra di secessione americana il Colorado rimase fedele all'Unione, reclutando unità di truppe locali per contenere offensive dei Confederati provenienti dal Territorio del Nuovo Messico; truppe del Colorado combatterono nella campagna del Nuovo Messico del febbraio-aprile 1862, distinguendosi in particolare nella battaglia di Glorieta Pass. Le tensioni con le tribù indiane nella parte orientale del Territorio portarono ben presto a un conflitto aperto, la cosiddetta "guerra del Colorado": dopo i fatti del massacro di Sand Creek del 29 novembre 1864, quando truppe del Colorado attaccarono un villaggio di indiani pacifici massacrando donne e bambini, le tribù Cheyenne e Arapaho si scontrarono ripetutamente con i soldati bianchi, fino a dare vita a un esodo che le portò a trasferirsi più a nord nel Territorio del Dakota. Con la firma del trattato del Medicine Lodge del 21 ottobre 1867 i resti delle tribù native del Colorado furono costrette a trasferirsi più a sud nel Territorio indiano (l'odierno Stato dell'Oklahoma).
Il movimento politico per la costituzione del Colorado come Stato a pieno titolo dell'Unione si fece sempre più forte nel periodo successivo alla conclusione della guerra di secessione, ma una proposta legislativa avanzata in tal senso sul finire del 1865 andò incontro al veto del presidente Andrew Johnson. Il progetto fu ripreso durante l'amministrazione del presidente Ulysses Simpson Grant, ma fu rimandato più volte a causa dell'inazione del Congresso; il 1º agosto 1876, infine, il progetto andò in porto e il Congresso si espresse favorevolmente all'ammissione del Colorado come 38º Stato dell'Unione.